# رخصة القيادة في اليونان

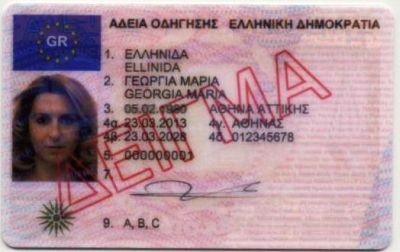

رخصة القيادة في اليونان في اليونان ، رخصة القيادة هي حق حكومي لمن يطلب ترخيصًا لأي من الفئات التي يرغبون فيها. مطلوب لكل نوع من المركبات الآلية. الحد الأدنى لسن الحصول على رخصة قيادة هو: 16 سنة لدراجة نارية ، 18 سنة للسيارة ، و 21 سنة للحافلات ومركبات الشحن.

## الحصول على رخصة قيادة
يمكن الحصول على رخصة القيادة اليونانية بعد الانتهاء من مدرسة لتعليم القيادة واجتياز اختبار على مرحلتين ، اختبار النظري واختبار الطريق. مطلوب شهادة المدرسة الابتدائية أيضا للحصول على رخصة قيادة سارية المفعول.

## اقرأ أيضاً
جواز سفر يوناني